# Čang Chaj-pcheng
Čang Chaj-pcheng (čínsky: pchin-jin Zhāng Hǎipéng, znaky tradiční 張海鵬, zjednodušené 张海鹏; 1867 Kaj-čou, provincie Liao-ning, Čína – 1949 Peking, Čína byl čínský vojevůdce a generál ozbrojených sil Mandžukua, později guvernér provincie Džehol v Mandžukuu.

## Životopis
Čang Chaj-pcheng se narodil roku 1867 ve městě Kaj-čou na liaotungském poloostrově. Čang začínal jako bandita pod vedením čínského válečného magnáta Feng Te-lina v době první čínsko-japonské války. Později vystudoval Severovýchodní vojenskou akademii, založenou Čao Er-sünem, pozdějším velitelem vojsk Čínské republiky v Tibetu, v Mandžusku.
Za čínského povstání proti císaři se v letech 1911–1912 účastnil na straně mladé republiky, ale roku 1917 se zapojil do pokusu loajalisty Čang Süna o obnovu monarchie. Nakonec se vrátil ke svému původnímu povolání, tentokráte pro válečného magnáta Čang Cuo-lina a v letech 1932–1945 sloužil v armádě Mandžukua.

### Kariéra v Mandžukuu
Roku 1932 zorganizoval jednotky pod svým velením pro Mandžukuo a vytvořil tak Tchao-liaoskou armádu, jednu z armádních skupin Císařské armády Mandžukua, které potom sám velel. Později byl jako jeden z hlavních generálů pověřen vedením armády nově vzniklého loutkového státu ve válce proti partyzánům a účastnil se japonské invaze do střední Číny roku 1937. Velel zde nově vzniklé Džeholské gardové armádě, taktéž armádní skupině podřízené armádě Mandžukua. V letech 1934–1935 guvernérem provincie Džehol která byla k Mandžukuu nově připojena. Na generála byl povýšen roku 1936, roku 1941 odešel do výslužby.

### Po válce
Roku 1945 uprchl z Mandžuska do Tiencinu, kde byl roku 1949 objeven čínskými komunisty a popraven za vlastizradu.